# Qualificazioni al campionato mondiale di calcio 2022 - AFC - seconda fase - girone B
Questa voce raccoglie i risultati delle partite del girone B valido come secondo turno di qualificazione al Campionato mondiale di calcio 2022 per la zona di competenza dell'AFC.
| Squadra       | P.ti | G | V | P | S | RF | RS | DR  |
| ------------- | ---- | - | - | - | - | -- | -- | --- |
| Australia     | 24   | 8 | 8 | 0 | 0 | 28 | 2  | +26 |
| Kuwait        | 14   | 8 | 4 | 2 | 2 | 19 | 7  | +12 |
| Giordania     | 14   | 8 | 4 | 2 | 2 | 13 | 3  | +10 |
| Nepal         | 6    | 8 | 2 | 0 | 6 | 4  | 22 | -18 |
| Taipei cinese | 0    | 8 | 0 | 0 | 8 | 4  | 34 | -30 |

## Risultati

### 1ª giornata
| Arbitro: | Araki |

|                  |           |                      |
| Wen Chih-hao 81’ | Marcatori | 19’ Faisal 37’ Samir |

| Arbitro: | Kim |

|                                                                                     |           |  |
| Nasser 6’, 50’ Al-Hajri 13’ Mawei 59’ Al-Mutwa 67’ Abujabarah 90+4’ Al-Musawi 90+7’ | Marcatori |  |

### 2ª giornata
| Arbitro: | Baki |

|  |           |               |
|  | Marcatori | 4’, 62’ Bista |

| Arbitro: | Taqi |

|  |           |                         |
|  | Marcatori | 7’, 30’ Leckie 38’ Mooy |

### 3ª giornata
| Arbitro: | Alkatiri |

|                                        |           |  |
| Maclaren 6’, 19’, 90’ Souttar 23’, 59’ | Marcatori |  |

| Amman 10 ottobre 2019, ore 19:00 UTC+3 | Giordania | 0 – 0 referto | Kuwait | Amman International Stadium (10 720 spett.)\| Arbitro: \| Sato \| |
| Arbitro:                               | Sato      |               |        |                                                                   |

### 4ª giornata
| Arbitro: | Pechsri |

|                 |           |                                                                |
| Chen Yi-wei 21’ | Marcatori | 12’, 19’ Taggart 34’, 37’ Irvine 73’, 89’ Souttar 84’ Maclaren |

| Arbitro: | Gulmurodi |

|                                           |           |  |
| Shelbaieh 56’ (rig.) Ersan 78’ Faisal 88’ | Marcatori |  |

### 5ª giornata
| Arbitro: | Yaacob |

| |           |  |
| Nasser 22’, 59’ Al Ansari 42’ Al-Faneeni 49’ Al-Mutwa 55’ Zaid 62’ Al-Khaldi 73’ Chen Wei-chuan 77’ (aut.) Ajab 81’ | Marcatori |  |

| Arbitro: | Fu |

|  |           |             |
|  | Marcatori | 13’ Taggart |

### 6ª giornata
| Arbitro: | Al-Yaqoubi |

|  |           |              |
|  | Marcatori | 28’ Al-Mutwa |

| Arbitro: | Abdulla Hassan |

|                                                       |           |  |
| Faisal 4’, 75’ Ersan 25’ Al-Ajalin 43’ Al-Dardour 62’ | Marcatori |  |

### 7ª giornata
| Arbitro: | Sung |

|                       |           |  |
| Bista 3’ Shrestha 81’ | Marcatori |  |

| Arbitro: | Iida |

|                                  |           |  |
| Leckie 1’ Irvine 24’ Hrustic 66’ | Marcatori |  |

### 8ª giornata
| Arbitro: | Bin Yaacob |

|  |           |                                     |
|  | Marcatori | 23’ (rig.), 48’ Faisal 67’ Abu Arab |

| Arbitro: | Al-Adba |

|                                                             |           |                 |
| Souttar 12’ Maclaren 27’ (rig.) Sainsbury 41’ Duke 46’, 84’ | Marcatori | 62’ Gao Wei-jie |

### 9ª giornata
| Arbitro: | Al-Kaf |

|  |           |                                 |
|  | Marcatori | 6’ Leckie 38’ Karačić 57’ Boyle |

| Al Kuwait 11 giugno 2021, ore 22:00 UTC+3 | Kuwait    | 0 – 0 referto | Giordania | Stadio internazionale Jaber Al-Ahmad\| Arbitro: \| Shukralla \| |
| Arbitro:                                  | Shukralla |               |           |                                                                 |

### 10ª giornata
| Arbitro: | Kim Woo-Sung |

|             |           |  |
| Souttar 77’ | Marcatori |  |

| Arbitro: | Al-Kaf |

|                   |           |                |
| Wu Chun-ching 51’ | Marcatori | 14’, 71’ Naser |

Nota: il Nepal gioca le sue partite casalinghe in Bhutan poiché l'unico stadio a norma per partite internazionali, il Dasarath Rangasala Stadium di Kathmandu, è stato danneggiato dal terremoto del 2015.